# جاسون كونري
جاسون كونري (بالإنجليزية: Jason Connery)‏ هو مخرج وممثل بريطاني، ولد في 11 يناير 1963 في المملكة المتحدة.

## أعمال

### أفلام
- (2009) وحيد في الظلام II
- (2011) 51

## وصلات خارجية
- جاسون كونري على موقع IMDb (الإنجليزية)
- جاسون كونري على موقع روتن توميتوز (الإنجليزية)
- جاسون كونري على موقع ألو سيني (الفرنسية)
- جاسون كونري على موقع أول موفي (الإنجليزية)
- جاسون كونري على موقع قاعدة بيانات الأفلام السويدية (السويدية)
- جاسون كونري على موقع إن إن دي بي (الإنجليزية)
- جاسون كونري على موقع قاعدة بيانات الفيلم (الإنجليزية)
- جاسون كونري على موقع كينوبويسك (الروسية)